# Walthari
Walthari est le huitième roi des Lombards. Il régna au début du VIe siècle.

## Biographie
Fils et successeur du roi Waccho et de la princesse hérule Salinga, les dates le concernant sont incertaines. Paul Diacre nous dit dans son « Histoire des Lombards » qu'il règne 7 années. Walthari devient roi probablement dans les années 520/530.
Aldoin lui succède (avant 542).

## Sources
- Paul Diacre, Histoire des Lombards.